# Кузбассразрезуголь
«Кузбассразрезуголь» (КРУ, РТС: KZRU
) — российская угольная компания, вторая в стране по объёму добычи.
Полное название компании —  Акционерное общество «Угольная компания „Кузбассразрезуголь“». Главный офис — в Кемерово.

## История
Официально днем рождения компании «Кузбассразрезуголь» является 19 мая 1964 года, когда в соответствии с распоряжением Совета министров РСФСР в Кемеровской области был основан специализированный комбинат «Кузбасскарьеруголь». Под единым руководством оказалась сосредоточена вся открытая угледобыча в бассейне - в состав комбината тогда вошли все 13 действующих в Кемеровской области угольных карьеров, несколько строящихся и ряд вспомогательных предприятий и организаций с общей численностью трудящихся около 14 тысяч человек. Открытым способом в Кузбассе добывалось всего 18 млн 715 тысяч тонн.
Начальником «Кузбасскарьеругля» был назначен Лев Моисеевич Резников, главным инженером Владимир Петрович Богатырев.
Первое десятилетие комбината отмечено большим подъемом угледобычи, обусловленным наращиванием мощностей. В течение первых лет деятельности комбината было введено в строй три новых и реконструировано шесть разрезов. В 1974 году в состав комбината уже входило 49 предприятий и организаций, связанных с открытой добычей угля, в том числе 17 разрезов. Общая численность трудящихся, занятых на предприятиях Комбината составляла 36 443 чел.
Одновременно в комплексе с угледобывающими предприятиями строились горняцкие поселки со всей социально-бытовой сферой: Бачатский, Кедровка, Краснобродский.
1989 год стал самым «урожайным» для предприятий «Кузбассразрезугля». Многие разрезы с момента пуска их в эксплуатацию добились наивысших показателей. И в целом объединение, в составе которого работал уже 21 разрез, впервые достигло максимального уровня добычи – 63 млн. 060,3 тыс тонн. Генеральным директором в 1995 был Кузнецов, Виктор Иванович
В дальнейшем в ходе приватизации предприятия, входящие в состав Компании, были преобразованы в акционерные общества. Их производственные мощности послужили основой для формирования в 2003 году ОАО «УК «Кузбассразрезуголь».
На момент создания Компании в ее состав вошли 11 крупных филиалов, расположенных на территории Кемеровской области.
В юбилейном 2004-м году «Кузбассразрезуголь» перешагнул 40-миллионный рубеж годовой добычи. Предприятия выдали 41 млн. 316 тыс. тонн угля.
В 2006 году Компания перешла под управление ООО «УГМК-Холдинг», которому были переданы функции единоличного исполнительного органа «Кузбассразрезугля». Спустя год горняки Компании увеличили добычу до 46 млн. 336 тыс.тонн угля, а в 2008 – до 50 млн тонн.
В 2009 году филиальная сеть была укрупнена за счет объединения некоторых разрезов. Сегодня 6 филиалов Компании ведут добычу на нескольких угольных полях: "Моховский" (Моховское, Сартакинское и Караканское поля), "Краснобродский" (Краснобродское и Вахрушевское поля), "Талдинский" (Талдинское, Таежное и Ерунаковское поля), "Калтанский" (Калтанское и Осинниковское поля), "Бачатский" и "Кедровский" угольные разрезы.
На сегодняшний день УК «Кузбассразрезуголь» - это по-прежнему мощнейшее в Кузбассе объединение угольных разрезов. В 2024 году Компания отметила 60-летие со дня своего образования.
Концерн «Кузбассразрезуголь» создан в 1990 году на базе производственного объединения «Кемеровоуголь», основанного 19 мая 1964 года, в соответствии с распоряжением Совета Министров РСФСР, как специализированный комбинат «Кузбасскарьеруголь». В соответствии с распоряжением, в Кемеровской области, под единым руководством оказалась сосредоточена вся открытая угледобыча в бассейне. В состав спецкомбината вошли все 13 действующих, на тот момент, в области, угольных разрезов, несколько строящихся и ряд вспомогательных предприятий и организаций, с общей численностью трудящихся около 14 000 человек. На тот момент открытым способом в Кузбассе добывалось около 18 715 000 тонн углей. Концерн был акционирован в 1993 году как АООТ.
В марте 2006 года компания приобрела контрольный пакет (51 %) британской угольной компании Powerfuel.
В апреле 2007 года «Кузбассразрезуголь» продал 51% акций английской угольной компании Powerfuel plc, купленной для создания вертикально интегрированной угольно-энергетической компании. В компании это объяснили появлением выгодного предложения о перепродаже, но есть мнение, что «Кузбассразрезуголь» попросту счёл проект нерентабельным.

## Собственники и руководство
Предприниматель Искандер Махмудов и председатель совета директоров «Кузбассразрезугля» Андрей Бокарев владеют более 75 % акций компании. Помимо них бенефициаром компании является председатель совета директоров эксклюзивного экспортного трейдера КРУ Krutrade Геннадий Айвазян.
В 2006—2016 годах директором ОАО «УК „Кузбассразрезуголь“» был Москаленко Игорь Викторович, по образованию металлург. С 2016 года директор Парамонов Сергей Викторович.
В 2006 году Компания перешла под управление ООО «УГМК-Холдинг», выполняющего функции единоличного исполнительного органа «Кузбассразрезугля».

## Деятельность
Компания разрабатывает 17 месторождений угля на территории Кемеровской области, включающих в общей сложности более 110 угольных пластов с углами залегания от 5 до 90 градусов. Основные марки угля: Д, ДГ, Г, КС, КСН, СС, Т. Содержание углерода от 75 до 94 %.
Добыча угля ведётся открытым способом на 5 угольных разрезах Кузбасса:
- Талдинский угольный разрез (включая Талдинское, Ерунаковское и Таежное поля) (12 876,0 тыс.тонн)
- Краснобродский угольный разрез (6524,8 тыс.тонн)
- Кедровский угольный разрез (4956,8 тыс.тонн)
- Моховский угольный разрез (3487,8 тыс.тонн)
- Калтанский угольный разрез (2022,8 тыс.тонн)

Ведётся подземная добыча угля на Моховском месторождении (362,4 тыс. тонн угля добыто в 2008 год).
Кроме того в состав компании входит автотранспортное предприятие -ОСП автотранс

### Общие показатели деятельности
«Кузбассразрезуголь» — второй (по объёмам добычи) производитель угля в России. В 2003 году добыча составила 40,036 млн тонн угля. В 2008 году «Кузбассразрезуголь» добыл 50 031,3 тыс. тонн угля. В 2009 году объём добычи снизился до 46 097 тыс. тонн угля, в 2010 добыто 49 миллионов 708 тысяч тонн угля, в 2011 — 47 млн тонн, в том числе коксующихся марок — более 5 млн тонн. План на 2012 — 45 миллионов. Снижение объёма добычи угля происходит планово и объясняется увеличением объёмов вскрышных работ.
В 2005 году выручка составила $612,27 млн. Чистая прибыль за этот период — $22,54 млн. Прибыль компании аккумулируется за рубежом, у экспортного трейдера компании KRUtrade. В 2004 выручка Krutrade составила $1,3 млрд, а чистая прибыль — $214 млн.
В 2020 году выручка составила 127,5 млрд рублей. Чистая прибыль в 2021 году составила 56,2 млрд рублей, в 2022 — 121, 7 млрд рублей.
Численность персонала на конец декабря 2009 года — 20 058 человек, в том числе 13 947 рабочих по добыче угля.

### Показатели за 2015 год
- Добыча угля	тыс.т	50031
  - в т.ч. для коксования	тыс.т	4 617
- Погрузка всех углей	тыс.т	48 641
  - в т.ч. на коксование	тыс.т	4 216
- Зольность отгруженных углей	%	13.0
- Выпуск сорта	т.тн	5 952
- Коэффициент вскрыши	м3/т	6.89
- Ср.спис. численность ППП	чел	21 575
- Численность рабочих по добыче угля	чел	16 670
- Ср.мес. произ-ть труда рабочего по добыче	тонн	248.3
- Запасы угля подготовленные	т.тн	300
- Готовые к выемке	т.тн	100
- Объем горной массы	тыс.м3	589 493
- Объeм вскрыши-общий	тыс.м3	341 681
  - на автотранспорт	тыс.м3	286 695
  - на ж/д транспорт	тыс.м3	14 422
  - бестранспортная	тыс.м3	29 233
  - гидроспособом	тыс.м3	11 331
  - из авто- комбинированная	тыс.м3	15 354

### Показатели за 2018 год
- Добыто 48,4 млн тонн
- Отгружено 42,4 млн тонн
- Экспорт 30, 0 млн тонн

## Руководители
- Кузнецов, Виктор Иванович - руководитель Кузбассразрезугля в 1996 году.
- Резников, Евгений Львович - руководитель Кузбассразрезугля в 1999 году.